# Pseudohadena immunis
Pseudohadena immunis là một loài bướm đêm trong họ Noctuidae.